# Zimatlán de Álvarez
Zimatlán de Álvarez är en kommunhuvudort i Mexiko.   Den ligger i kommunen Zimatlán de Álvarez och delstaten Oaxaca, i den sydöstra delen av landet, 400 km sydost om huvudstaden Mexico City. Zimatlán de Álvarez ligger 1 505 meter över havet och antalet invånare är 10 014.
Terrängen runt Zimatlán de Álvarez är varierad. Runt Zimatlán de Álvarez är det ganska tätbefolkat, med 172 invånare per kvadratkilometer. Närmaste större samhälle är Santa Cruz Xoxocotlán, 18,5 km norr om Zimatlán de Álvarez. Omgivningarna runt Zimatlán de Álvarez är en mosaik av jordbruksmark och naturlig växtlighet.